# Harvard Graphics
Harvard Graphics – program do prezentacji opracowany dla DOS, a następnie Microsoft Windows przez Software Publishing Corporation (SPC).
Pierwsza wersja ukazała się w 1986 roku jako Harvard Presentation Graphics i działała pod DOS. W 1991 r. Harvard Graphics został przeniesiony do systemu Windows.

## Historia
Harvard Graphics był jednym z pierwszych programów, który pozwalał użytkownikowi na włączenie tekstu, grafiki i wykresów do prezentacji przedstawianej jako pokaz slajdów. Oryginalna wersja mogła importować dane z Lotus 1-2-3 lub Lotus Symphony, wykresy tworzone w Symphony lub PFS Graph i tekst w ASCII. Można było eksportować tekst i grafikę do formatu Computer Graphics Metafile lub edytora tekstu „pfs:Write” firmy Software Publishing Corporation. Prezentacje były wówczas przygotowywane głównie do naświetlania slajdów lub drukowane na kolorowym ploterze.
Druga wersja została wydana w 1987 roku pod nazwą Harvard Graphics. W Harvard Graphics 2.0 dodano możliwość importu najnowszych danych arkusza kalkulacyjnego Lotus 1-2-3, a także rysunków i adnotacji na wykresach. Wersja 3.0 została wydana w 1991 roku, oferując ulepszone funkcje edycji, ale możliwości grafiki i eksportu były mniejsze niż ówczesnych konkurentów takich jak Aldus Persuasion (później Adobe Persuasion – program rozwijany do 1997 r.) i Lotus Freelance.
W końcu lat 1980. jako program do prezentacji dla systemu DOS posiadał ok. 70% udziałów rynku. W systemie Microsoft Windows została wydana w 1991 r. wersja 3.0, a następnie 4.0, lecz mimo zalet program nie osiągnął tak znaczącego sukcesu – rynek został zdominowany przez Microsoft PowerPoint.
W 2001 roku spółka Serif Europe zakupiła wyłączne prawa do linii produktów Harvard Graphics i przejęła obowiązki pomocy technicznej.

## Współcześnie
Dostępne są nadal produkty linii Harvard Graphics:
- Harvard Graphics Presentations
- Harvard Graphics ChartXL